# Marshall, bahía
Marshall, bahía är en vik i Antarktis. Den ligger i Sydorkneyöarna. Argentina och Storbritannien gör anspråk på området.